# Albertus Casteleyns
Albertus Joseph Casteleyns (* 2. Mai 1917 in Antwerpen; † 17. Juni 1974 ebenda) war ein belgischer Wasserballspieler und Bobfahrer.

## Karriere
Albertus Casteleyns wurde mit dem Cercle de Natation de Bruxelles mehrfacher belgischer Meister im Wasserball. Mit der belgischen Nationalmannschaft gewann Casteleyns Bronze bei der Europameisterschaft 1934 sowie bei den Olympischen Sommerspielen 1936. Nach dem Zweiten Weltkrieg wurde er Bobfahrer und nahm als Anschieber von Marcel Leclef an den Olympischen Winterspielen 1952 und 1956 teil. 1952 wurde das Duo Sechster und 1956 belegten sie Platz 13.
1979 wurde ihm der Olympische Orden in Bronze verliehen.